# Ceratoglanis pachynema
Ceratoglanis pachynema és una espècie de peix de la família dels silúrids i de l'ordre dels siluriformes.

## Morfologia
- Els mascles poden assolir 28 cm de longitud total.
- Nombre de vèrtebres: 63-64.[4][5]

## Alimentació
Menja insectes i fauna bentònica.

## Hàbitat
És un peix d'aigua dolça i de clima tropical.

## Distribució geogràfica
Es troba a Àsia: conques dels rius Chao Phraya i Mekong.